# Plebejus whitmeri
Plebejus whitmeri är en fjärilsart som beskrevs av Brown 1951. Plebejus whitmeri ingår i släktet Plebejus och familjen juvelvingar. Inga underarter finns listade i Catalogue of Life.